# Ulmus laevis

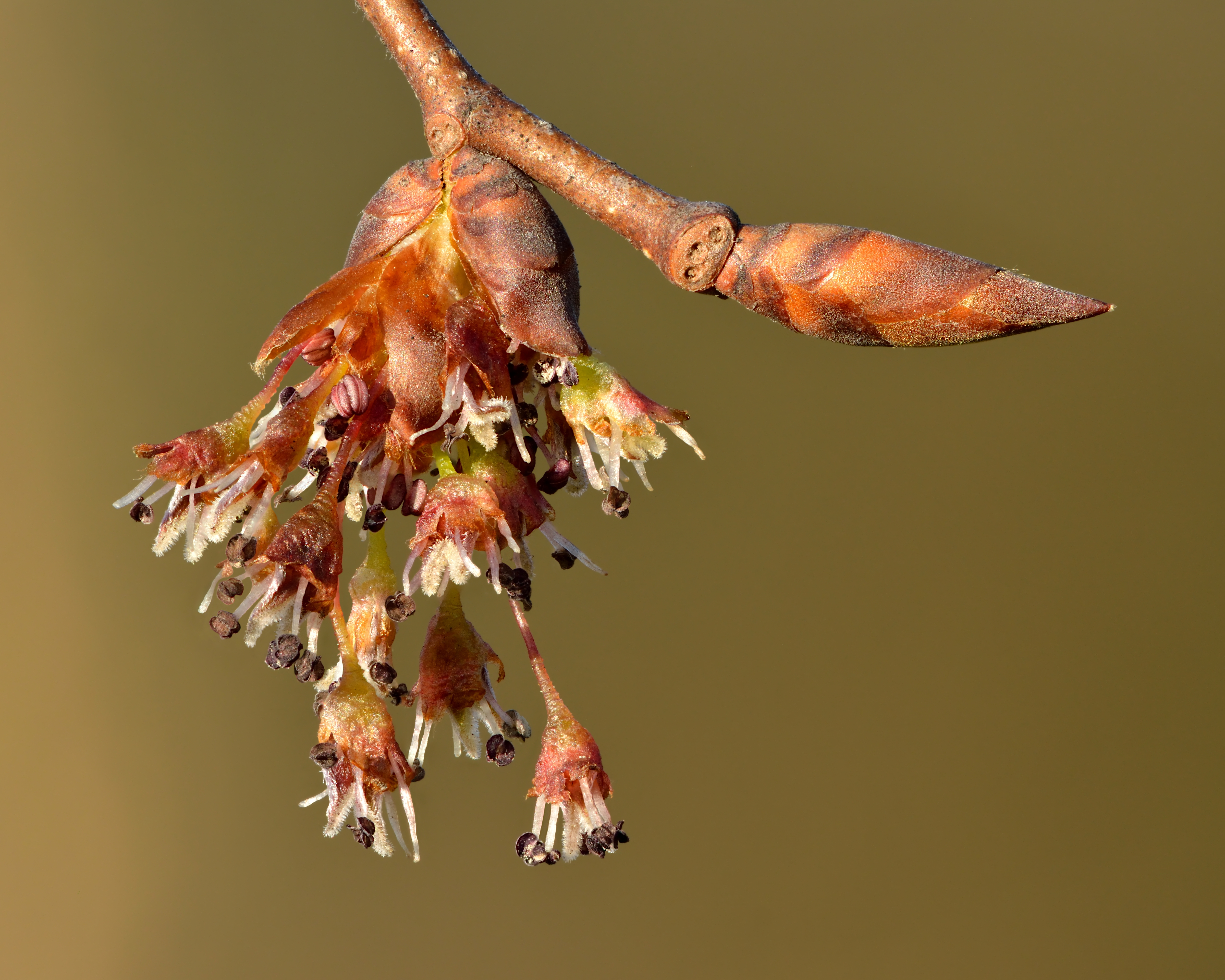
Fiori

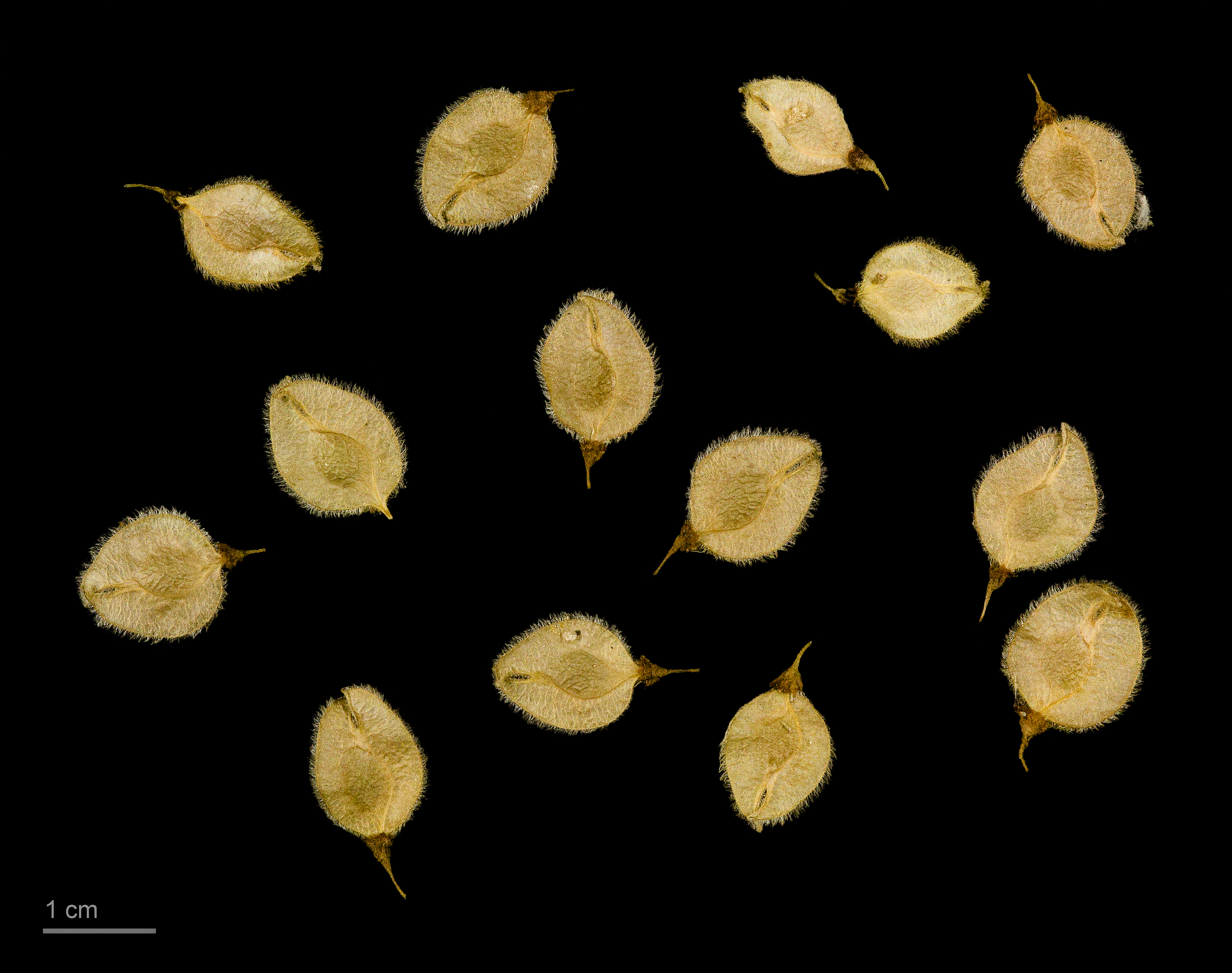
Ulmus laevis

L'olmo bianco (Ulmus laevis Pall., 1784), noto anche come olmo ciliato, è un grande albero della famiglia Ulmaceae proprio delle pianure d'Europa.

## Descrizione
L'olmo bianco o ciliato è un albero alto fino a 30 metri, a foglia caduca.
Le foglie, lunghe al massimo 10 cm, sono asimmetriche alla base della lamina e sensibilmente dentate. Le nervature, a differenza di quelle di Ulmus minor, non sono ramificate. La pagina inferiore è vellutata ("laevis" in latino significa appunto "vellutato").

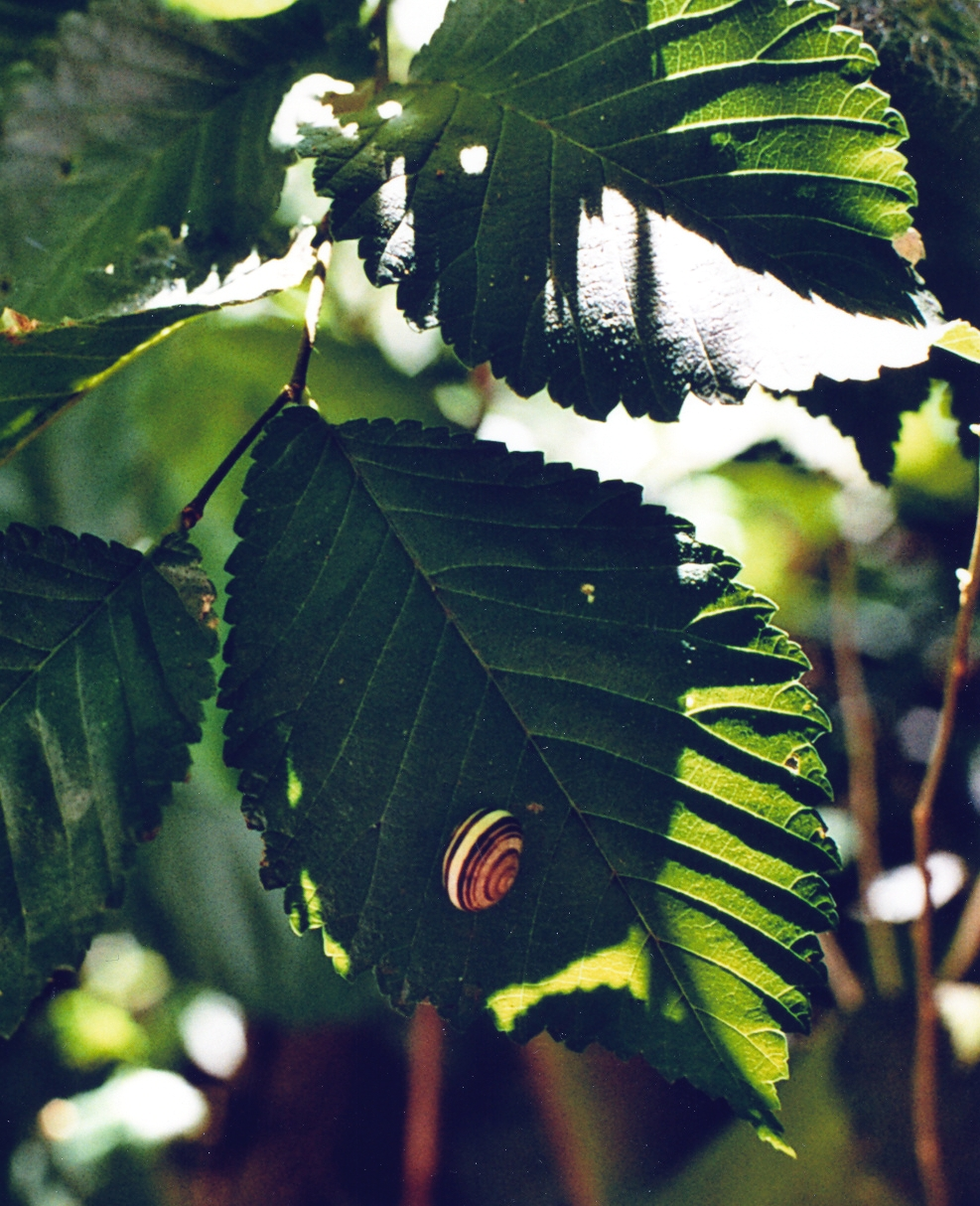
Foglie di Ulmus laevis

I fiori appaiono precocemente a primavera, prima delle foglie. Sono riuniti in infiorescenze, hanno piccioli lunghi circa 2 cm e sono privi di petali. L'impollinazione è anemofila.
Il frutto, una samara, si distingue da quello degli altri olmi per essere lungamente peduncolato e finemente ciliato sui bordi: questo fatto gli conferisce il nome di "olmo ciliato". Ogni samara contiene un unico seme rotondo, di circa 5 mm. Anche le samare appaiono precocemente sulla pianta, appena prima dell'apertura delle gemme o insieme alle prime foglioline, e prima di maturare sono di colore verde. Questo fa sì che a un esame superficiale possano essere scambiante per foglioline.
I rametti, molto fini e privi di peluria (a differenza di quelli di Ulmus glabra), hanno piccole gemme alterne.

## Ecologia
L'olmo ciliato predilige i terreni fertili e freschi, ricchi di azoto e con pH neutro o sub-acido.
È una specie meso-igrofila, cioè trova le migliori condizioni di crescita in terreni umidi ma non paludosi. Sopporta però per breve tempo anche terreni molto ricchi di acqua o, all'opposto, moderatamente asciutti. La capacità di tollerare situazioni di terreno sensibilmente differenti da quella ottimale, è una caratteristica che accomuna molte specie di olmo.
Preferisce situazioni di mezz'ombra.

## Distribuzione
L'olmo bianco è una specie tipicamente europea. Il suo areale naturale si estende dalla Francia centro-settentrionale alla Russia (Urali, Crimea); a nord arriva fino alla Finlandia meridionale, a sud fino alla Grecia settentrionale. Popolazioni disgiunte si trovano in Spagna (dove potrebbe essere un relitto dell'era glaciale) e sul Caucaso.
Nel suo areale naturale, l'olmo ciliato supera raramente l'altitudine di 400 m.
In Italia è presente sporadicamente nel centro-nord, ma il suo indigenato è considerato dubbio da molti autori: si tratterebbe, insomma, di una specie piantata in occasione di rimboschimenti e cure colturali ai boschi, anche per la sua minore sensibilità alla grafiosi.
L'olmo bianco è stato piantato in varie parti del mondo (in particolare in Inghilterra, in Nordamerica, in Cina e in Australia), ma in nessuna di queste è veramente comune.

## Silvicoltura
Come gli altri olmi, nel sud Europa è governato spesso a ceduo per la sua buona capacità pollonifera e per il fatto che il tronco è difficilmente dritto e cilindrico. Nel nord Europa presenta portamenti migliori. Difficile da fendere, è utilizzato spesso come legna da ardere o per realizzare parquet o, se governato a fustaia, in ebanisteria.

## Curiosità
Forse il più grande esemplare conosciuto si trova a Gülitz, in Germania, e ha una circonferenza di 9,7 m e un'età stimata tra 400 e 700 anni.